# Валуйский историко-художественный музей
Валу́йский исто́рико-худо́жественный музе́й — научный и культурно-образовательный центр в городе Валуйки. Основан в 1964 году.
Общая площадь музея составляет 961,5 м², экспозиционная — 534,9 м², для временных выставок — 104,0 м², фондохранилищ — 101,9 м². В фондах музея 8 636 единиц хранения.

## История
Здание музея было построено в 1913 году Валуйским земством как здание Высшего начального училища по проекту архитектора Алексея Степановича Куничева и являлось редким для Белгородского региона образцом учебного заведения, построенного в эпоху модерна с преобладанием в архитектурном декоре классистических приемов и деталей. В интерьерах сохранилась парадная лестница с кованным металлическим ограждением ажурного рисунка. Во время реставрационных работ 2001—2003 годов, выполненных ОАО «Белгородэнерго», воссозданы лепные карнизы, розетки, фризы. В настоящее время здание — памятник истории и культуры регионального значения, занесено в Реестр Памятников истории и культуры Белгородской области и принято под охрану государства.
Музей основан в 1964 году уроженцем г. Валуйки народным художником Киргизской ССР А. И. Игнатьевым.
В 1984 году музей изоискусств был переведён в здание по улице Степана Разина. Фонды насчитывают более 8 тыс. экспонатов. В июне 2002 года музей получил статус историко-художественного.
С 2008 по 2010 гг. являлся лучшим среди муниципальных музеев области. В 2010 году по представлению Управления культуры области в лице начальника управления С. Курганского коллектив музея был занесен на областную доску Почета.
В составе музея два выставочных зала, в которых ежегодно проводится более 15 выставок.